# Mala Medicina (álbum)
Mala Medicina es el primer álbum de la banda de hard rock argentina Mala Medicina editado en 2004 por el sello independiente Icarus. En México el álbum fue editado por el sello Witch of The East en 2005.

## Lista de temas
1. Sin Ti No Se Vivir	(4:32)
2. 3 Tiros, 2 Muertes 1 Destino (4:02)
3. Puede Ser Amor  (3:40)
4. Querer Es Poder  (4:47)
5. Esta Noche Es Mi Noche  (4:40)
6. Agua y Aceite	(3:16)
7. Vuélveme a Creer (4:54)
8. El Rey de Los Vagos	(3:02)
9. Con el Corazón	(4:22)
10. La Vida Es Así	(3:23)

## Músicos
- Gabriel Marian - Voz / Letras
- Fernando Cosenza - Guitarra
- Santiago Bernasconi - Guitarra
- Guillermo Sánchez - Bajo / Letras
- Javier Retamozo - Teclados
- Pablo Naydón - Batería